# Shadows from the Sky
Shadows from the Sky es una película de acción estadounidense con producción de Australia y Reino Unido, dirigida por Rupert Wainwright, y protagonizada por John Rhys-Davies, Talia Shire y Sean Bean.

## Elenco
- Talia Shire como Cheryl Jones.
- John Rhys-Davies como Marc Lamb.
- Yvonne Strahovski como Jill.
- Marina Sirtis como Pamela Berry.
- Mimi Ferrer como Danielle Bechara.
- Kerry Finlayson como Jo Richards.
- Sean Bean como Ordale.
- Bojana Novakovic como Dr Valentina Federova.
- Kym Jackson como Carol Parker.
- Nathalia Ramos como Kate.
- Craig Fairbrass como Martin Stone.
- Axelle Carolyn como Katarzyna.
- Clayton Watson como Mick Barrow.
- Lauren Maddox como Ivana.